# Пекински национален център по водни спортове
Пекинският национален център по водни спортове (на традиционен китайски: 北京國家游泳中心, на опростен китайски: 北京国家游泳中心, на пинин: Guójiā Yóuyǒng Zhōngxīn), наричан Воден куб, е спортно съоръжение в Пекин.
Построено е за олимпийските игри през 2008 г. Целият комплекс заема площ от 70 800 квадратни метра. Подобно на „Алианц Арена“ – стадиона на „Байерн“ (Мюнхен), сградата е облицована с полупрозрачна мембрана тип ETFE.
През юли 2003 година австралийската фирма PNW и английската Ove Arup печелят конкурса за проект на планирания център. В центъра се проектира да провеждат състезания по плуване, синхронно плуване и скокове във вода. Цената на целия проект е 3,4 милиарда щатски долара.
Капацитетът на съоръжението е 17 000 души, планоран след олимпиадата да бъде намален на 6000 души. Намира се в непосредствена близост до Националния стадион на Пекин.